# 転落死
転落死（てんらくし、顚落死）とは、高所などから人間が転落し、死亡すること。

## 建設業における転落死
日本の建設業は、他業種に比べ死亡事故に繋がる労働災害の発生頻度が高い。建設業における死亡原因の一位は転落によるもので、足場など高所作業中の事故によるものが多いことが特徴。